# S̓
Cette page contient des caractères spéciaux ou non latins. S’ils s’affichent mal (▯, ?, etc.), consultez la page d’aide Unicode.
S̓, ou S virgule suscrite, est une lettre utilisé dans l'écriture du st'at'imcets.
Il s'agit de la lettre S diacritée d'un virgule suscrite.

## Utilisation
En st'at'imcets, le S̓ est utilisé dans le digramme ‹ ts̓ › pour transcrire le son /tsʼ/.

## Représentations informatiques
Le S virgule suscrite peut être représenté avec les caractères Unicode suivants :
- décomposé (latin de base, diacritiques) :

| formes    | représentations | chaînes de caractères | points de code | descriptions                                          |
| --------- | --------------- | --------------------- | -------------- | ----------------------------------------------------- |
| capitale  | S̓               | S◌̓                    | U+0053 U+0313  | lettre majuscule latine s diacritique virgule en chef |
| minuscule | s̓               | s◌̓                    | U+0073 U+0313  | lettre minuscule latine s diacritique virgule en chef |